# Jalostotitlán
Jalostotitlan (o Xalostotitlan) è un comune del Messico di 41.948, situato nello stato di Jalisco.